# Белск Подляски
Белск Подляски (на полски: Bielsk Podlaski; на беларуски: Бельск Падляскі; на украински: Більськ Підляський) е град в Североизточна Полша, Подляско войводство. Административен център е на Белски окръг, както и на селската Белска община, без да е част от нея. Самият град е обособен в самостоятелна градска община с площ 27,01 км2. Към 2010 година населението му възлиза на 26 349 души.